# Choristellidae
Famille
Choristellidae est une famille de mollusques gastéropodes vivant dans le Nord-Ouest de l'océan Atlantique, dans la mer Méditerranée et autour de l'Australie. Pouvant faire entre 2 et 10 mm, les spécimens de la famille des Choristellidae se reconnaissent à leur fine coquille et au fait qu'ils sont plus larges que hauts. Ce sont les seuls individus de l'ordre des Cocculiniformes à avoir une coquille spiralée.

## Liste des genres
- Choristella Bush, 1897
- Bichoristes McLean, 1992